# Doydixodon laevifrons
Doydixodon laevifrons és una espècie de peix pertanyent a la família dels kifòsids i l'única del gènere Doydixodon.

## Descripció
- Pot arribar a fer 15,3 cm de llargària màxima.[3][4]

## Hàbitat
És un peix marí, pelàgic-nerític i de clima tropical.

## Distribució geogràfica
Es troba al Pacífic sud-oriental: el Perú i Xile.

## Observacions
És inofensiu per als humans.